# (38182) 1999 JG125
1999 JG125 (asteroide 38182) é um asteroide da cintura principal. Possui uma excentricidade de 0.17921050 e uma inclinação de 2.81702º.
Este asteroide foi descoberto no dia 10 de maio de 1999 por LINEAR em Socorro.